# Mecysmauchenius victoria
Mecysmauchenius victoria is een spinnensoort uit de familie Mecysmaucheniidae. De soort komt voor in Chili.